# Chonopeltis lisikili
Chonopeltis lisikili is een visluizensoort uit de familie van de Argulidae. De wetenschappelijke naam van de soort is voor het eerst geldig gepubliceerd in 1996 door Van As J.G. & Van As L.L..